# Anhydrid

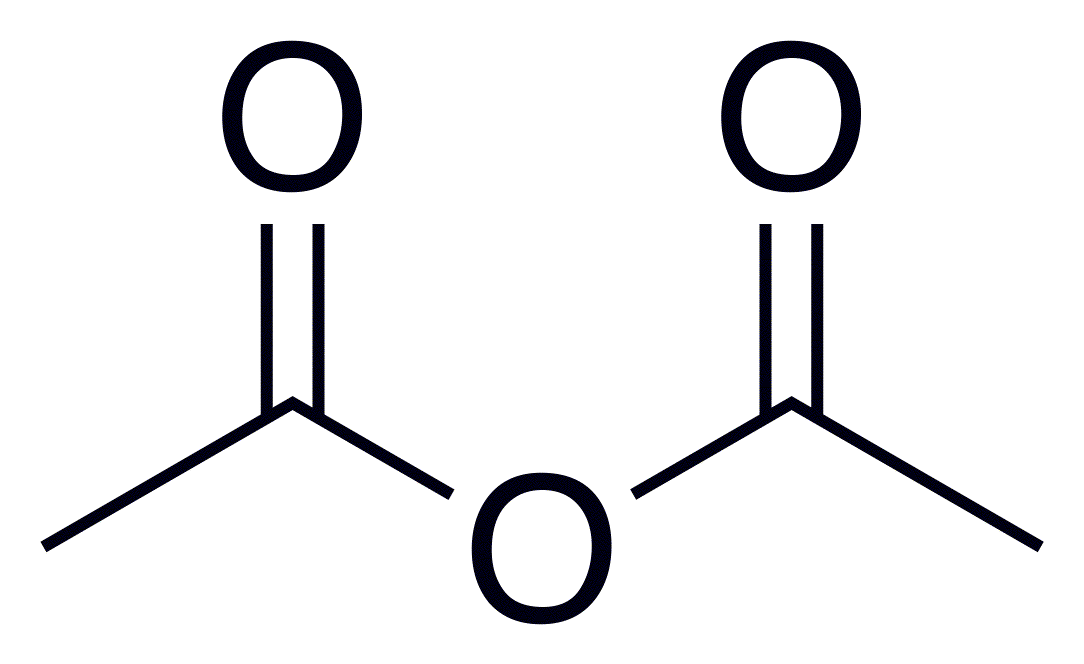
Anhydrid kyseliny octové (acetanhydrid)

Anhydrid je chemická sloučenina odvozená od jiné sloučeniny tak, že z původní sloučeniny je odebrán libovolný počet molekul vody.
V anorganické chemii jsou typickými anhydridy kyselinotvorné oxidy, kde se především jedná o oxidy nekovů.
H2SO4 → SO3 + H2O
Oxid sírový je anhydridem kyseliny sírové
Dále např.
Oxid dusičný: N2O5 je anhydrid kyseliny dusičné
Lze ho připravit dehydratací kyseliny dusičné oxidem fosforečným (hydroskopický (odjímá vodu)).
2 HNO3 + P2O5 → 2 HPO3 + N2O5
Méně známými představiteli jsou zásadotvorné oxidy, především elektropozitivních kovů
2 NaOH → Na2O + H2O
Oxid sodný je anhydridem hydroxidu sodného
Hlavní a také nejdůležitější anhydridy se nacházejí v organické chemii – anhydridy karboxylových kyselin. Také proto se těmto anhydridům často říká pouze anhydridy.
2 CH3COOH → (CH3CO)2O + H2O
Acetanhydrid je anhydrid kyseliny octové.
Anhydridy anorganických kyslíkatých kyselin se nazývají di- tri- až poly-kyseliny, zastarale také pyro-kyseliny.